# Kurt Riemer (Musiker)
Kurt Riemer (* 3. April 1913 in Leipzig; † 28. November 1989 ebendort) war ein deutscher Jazz- und Unterhaltungsmusiker (Trompete, Orchesterleitung). Er wurde gelegentlich als „deutscher Harry James“ bezeichnet.

## Wirken
Riemer studierte am Konservatorium seiner Geburtsstadt. Zunächst arbeitete er bei Richard Zeuner, um dann in Berlin bei Oscar Joost als Solist aufzutreten. Ab 1934 spielte er im Orchester von Adalbert Lutter, dann bei Horst Winter und bei Curt Hasenpflug. Er arbeitete auch als Studiomusiker, etwa mit Theo Reuter, und bei Filmmusiken für die UFA. 1941 wurde er als Soldat eingezogen; aus amerikanischer Kriegsgefangenschaft kehrte er 1945 zurück. 
Er gründete eine eigene großformatige Band, die er Ende der 1940er Jahre auf ein Sextett verkleinern musste. Seit 1958 stand er einem Orchester vor, mit dem er auf den Schiffen der Hamburg-Amerika-Linie spielte. In den 1960er Jahren leitete er das Werksorchester der Reemtsma-Werke in Hamburg.

## Lexikalische Einträge
- Jürgen Wölfer: Jazz in Deutschland. Das Lexikon. Alle Musiker und Plattenfirmen von 1920 bis heute. Hannibal, Höfen 2008, ISBN 978-3-85445-274-4.